# Dreetz (Meklemburgia-Pomorze Przednie)
Dreetz – gmina w Niemczech, w kraju związkowym Meklemburgia-Pomorze Przednie, w powiecie Rostock, wchodzi w skład urzędu Bützow Land.

## Toponimia
Nazwa pochodzenia słowiańskiego, pierwotna połabska forma *Drevica lub *Drevec od *drevo „drzewo, drewno”.